# Pegomya basilaris
Pegomya basilaris är en tvåvingeart som först beskrevs av Macquart 1835.  Pegomya basilaris ingår i släktet Pegomya och familjen blomsterflugor.
Artens utbredningsområde är Frankrike. Inga underarter finns listade i Catalogue of Life.